# 徳川綱誠
徳川 綱誠（とくがわ つなのぶ/つななり）は、江戸時代前期の大名。尾張藩3代藩主。はじめ綱義といった。字は子明。

## 生涯
慶安5年（1652年）8月2日、2代藩主・徳川光義（のち光友）の次男として市ヶ谷邸で誕生した。母は徳川家光の長女・霊仙院（千代姫）。幼名は五郎太。
明暦3年（1657年）4月、元服し、従四位下右兵衛督に叙任された。叔父の4代将軍・徳川家綱と父・光義（光友の前名）より1字ずつ授かり綱義に改名する。義の文字は、源氏の祖八幡太郎源義家にちなむ名であり、尾張徳川家御連枝の四谷松平家（高須藩）・大久保松平家（梁川藩）の通名でもある。五代将軍に綱吉が就任したことにより、同音を避けるために綱誠に改名する。
寛文3年（1663年）12月、従三位中将に叙任。
寛文7年（1667年）9月、新君と結婚する。
延宝8年（1680年）、名を綱誠と改める。
元禄4年（1691年）3月、参議となる。
元禄6年（1693年）4月、父・光友の跡を継いだ。同年、権中納言となる。
綱誠の治世は父の陰に隠れ、あまり目立たない。幼少より血統の良さと英明の評判が高く、文教に力を注いだのが知られる。藩領の地誌である『尾張風土記』の編纂を元禄8年（1698年）に命じたが、綱誠の病没により未完成のまま草稿が残り、後の宝暦2年（1752年）に完成する『張州府誌』の母体となった。
元禄12年6月5日（1699年7月1日）、江戸市ヶ谷邸で死去した。享年48。草苺を食し食あたりしたのが死因と言われている。綱誠は生前より大食漢、食道楽として知られていた。
尾張国建中寺に葬られ、誠公と諡された。法名は泰心院正譽徴應。
十男・吉通が跡を継いだ。

## 官職および位階等の履歴
※日付＝旧暦
- 明暦3年（1657年）4月5日、元服。将軍・徳川家綱の偏諱を授かり綱義と名乗る。同日、従四位下に叙し、右兵衛督に任官。苗字を（徳川家の祖先とされる）世良田と称する。
- 寛文3年（1663年）12月27日、従三位右近衛権中将に昇任
- 延宝8年（1680年）7月1日、名を綱誠と改める（叔父である徳川綱吉が将軍位に就位し、同音の名を改称）。『尾藩世記』四に「誠」の文字に対して「ノブ」とフリガナが打たれている。
- 元禄4年（1691年）3月26日、参議に補任。
- 元禄6年（1693年）
  - 4月27日、尾張国名古屋藩主となる。
  - 12月1日、正三位に昇叙し、権中納言に転任。
- 元禄12年（1699年）6月5日、薨去。贈従二位権大納言。墓所は名古屋市筒井の徳興山建中寺。

## 系譜
正室との間に子はできず、13名の側室との間に40人の子女（22男18女）を儲けるも、その大半は夭折した。子に徳川吉通（十男）、徳川継友（十一男）、松平義孝（十五男）、松平通温（十八男、喜之進・安房守）、徳川宗春（十九男）、松姫（十七女、前田吉徳正室）、喜知姫（叔父・徳川綱吉養女）らがいる。
- 父：徳川光友
- 母：千代姫（霊仙院）
- 正室：新君（瑩珠院、父：広幡忠幸）
- 側室：礼与（日下氏） 
  - 長男：五郎八（1676年 - 1678年）（3）
- 側室：佐野
  - 次男：源之助（1678年）（1）
- 側室：下総（河野氏） 
  - 長女：悦姫（1679年 - 1681年）（3）
- 側室：梅小路（梅昌院、酒井氏）
  - 三男：鶴丸（1680年）（1）
  - 四男：松之助（1682年 - 1683年）（2）
  - 五女：菊姫（1684年 - 1685年）（2）
  - 六男：喜太郎（1686年 - 1687年）（2）
  - 十一女：綾姫（1692年 - 1694年）（3）
  - 十四男：某（秋光院、1693年）（1）
  - 十三女：政姫（1695年）（1）
- 側室：段（遠寿院、浅岡氏）
  - 次女：初姫（1683年）（1）
- 側室：津解
  - 三女：八代姫（1684年）（1）
- 側室：佐子
  - 四女：清姫（1684年）（1）
- 側室：難波（蓮乗院）
  - 六女：春姫（1685年 - 1686年）（2）
  - 八男：内膳（1688年 - 1691年）（3）
  - 九女：光姫（1690年 - 1691年）（2）
- 側室：和泉（泉光院、林氏）
  - 七男：亀太郎（1687年 - 1692年）（6）
  - 九男：常三郎（1688年 - 1691年）（4）
  - 十二男：徳川継友（1692年 - 1730年）（39）
- 側室：下総（お福、本寿院、坂崎氏）
  - 七女：蔦姫（1688年）（1）
  - 十男：徳川吉通（1689年 - 1713年）（25）
  - 十女：立姫（1691年 - 1696年）（6）
  - 十六男：岩之丞（1694年 - 1705年）（12）
- 側室：阿古（清遊院、鈴木氏）
  - 八女：猶姫（1688年 - 1689年）（2）
  - 十一男：晴之丞（1690年）（1）
  - 十三男：石松（1692年 - 1694年）（3）
- 側室：万（心常院）
  - 十二女：伊羅姫（1692年 - 1694年）（3）
- 側室：梅津（宣揚院、三浦氏）
  - 十五男：城次郎（1694年 - 1697年）（4）
  - 二十男：徳川宗春（1696年 - 1764年）（69）
  - 十五女：某（晴竜院、1698年）（1）
- 側室：唐橋（卓然院、里見氏）
  - 十七男：松平義孝（1694年 - 1732年）（39）
  - 十九男：松平通温（1696年 - 1730年）（35）
  - 十四女：喜知姫（徳川綱吉養女、1697年 - 1701年）（5）
- 側室：菊山（蓮養院、松永氏）
  - 十八男：繁之丞（1695年 - 1696年）（2）
- 側室：倉橋（利清院、上村氏）
  - 二十一男：千之丞（1696年 - 1697年）（2）
  - 十六女：福姫（1698年 - 1700年）（3）
  - 十七女：松姫（光現院、徳川綱吉養女、前田吉徳室、1699年 - 1720年）（22）
- 側室：新大夫（西生院、中東氏）
  - 二十二男：増之丞（1699年）（1）
- 養子
  - 女子：貴姫（徳川光友女、浅野綱長室、1666年 - 1683年）（18）

## 演じた俳優
- 山本耕一（『水戸黄門』（第3部）、1971年）
- 安井昌二（『水戸黄門』（第10部）、1979年）
- 志垣太郎（『水戸黄門』（第13部）、1982年）
- 中山仁（『八代将軍吉宗』、1995年）